# أنجيلا جاكسون (كاتبة)
أنجيلا جاكسون (بالإنجليزية: Angela Jackson)‏ هي مؤرخة بريطانية، ولدت في 1946.